# Glacier Express
| Fahrplanfeld: | 144 |                              |                              |
| |     |                              |                              |
| \| \| \| Zermatt \| \| \| \| St. Niklaus VS \| \| \| \| Visp \| \| \| \| Brig \| \| \| \| Fiesch \| \| \| \| Oberwald \| \| \| \| Kantonsgrenze Wallis/Uri \| \| \| \| Andermatt \| \| \| \| Kantonsgrenze Uri/Graubünden \| \| \| \| Disentis/Mustér \| \| \| \| Chur \| \| \| \| Thusis \| \| \| \| Tiefencastel \| \| \| \| Davos Platz \| \| \| \| Filisur \| \| \| \| St. Moritz \| |     |                              |                              |
| Kopfbahnhof Streckenanfang |     | Zermatt                      | Zermatt                      |
| Bahnhof |     | St. Niklaus VS               | St. Niklaus VS               |
| Bahnhof |     | Visp                         | Visp                         |
| Bahnhof |     | Brig                         | Brig                         |
| Bahnhof |     | Fiesch                       | Fiesch                       |
| Bahnhof |     | Oberwald                     | Oberwald                     |
| Grenze |     | Kantonsgrenze Wallis/Uri     | Kantonsgrenze Wallis/Uri     |
| Bahnhof |     | Andermatt                    | Andermatt                    |
| Grenze |     | Kantonsgrenze Uri/Graubünden | Kantonsgrenze Uri/Graubünden |
| Bahnhof |     | Disentis/Mustér              | Disentis/Mustér              |
| Abzweig nach links und von links · Kopfbahnhof Streckenende und quer |     | Chur                         | Chur                         |
| Bahnhof |     | Thusis                       | Thusis                       |
| Bahnhof |     | Tiefencastel                 | Tiefencastel                 |
| Abzweig geradeaus und ehemals von links · Kopfbahnhof Streckenende und quer (Strecke außer Betrieb) |     | Davos Platz                  | Davos Platz                  |
| Bahnhof |     | Filisur                      | Filisur                      |
| Kopfbahnhof Streckenende |     | St. Moritz                   | St. Moritz                   |

Verlauf der Strecke

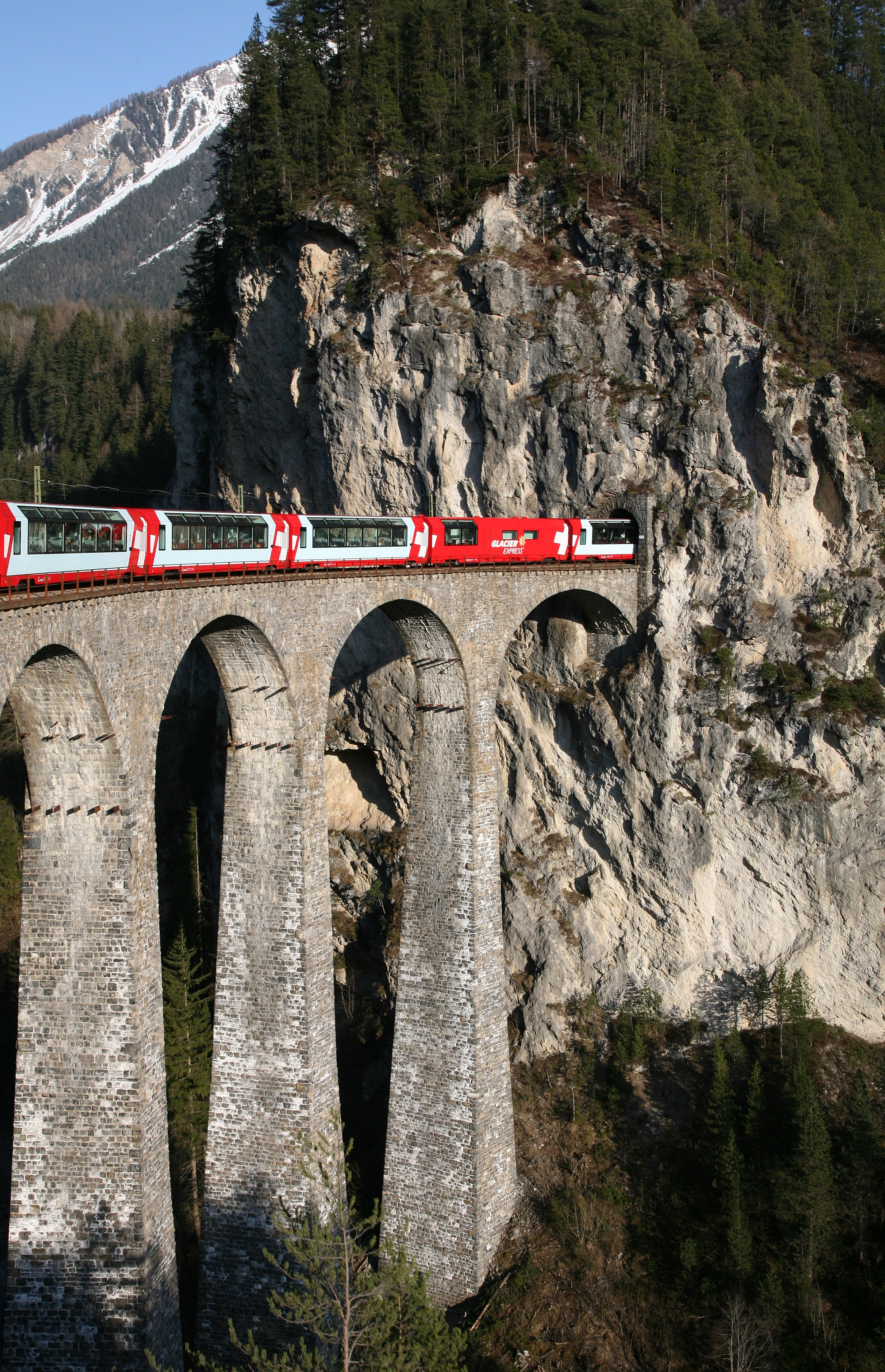
Die 2006 neu in Verkehr gesetzten Panoramawagen auf dem Landwasserviadukt bei Filisur

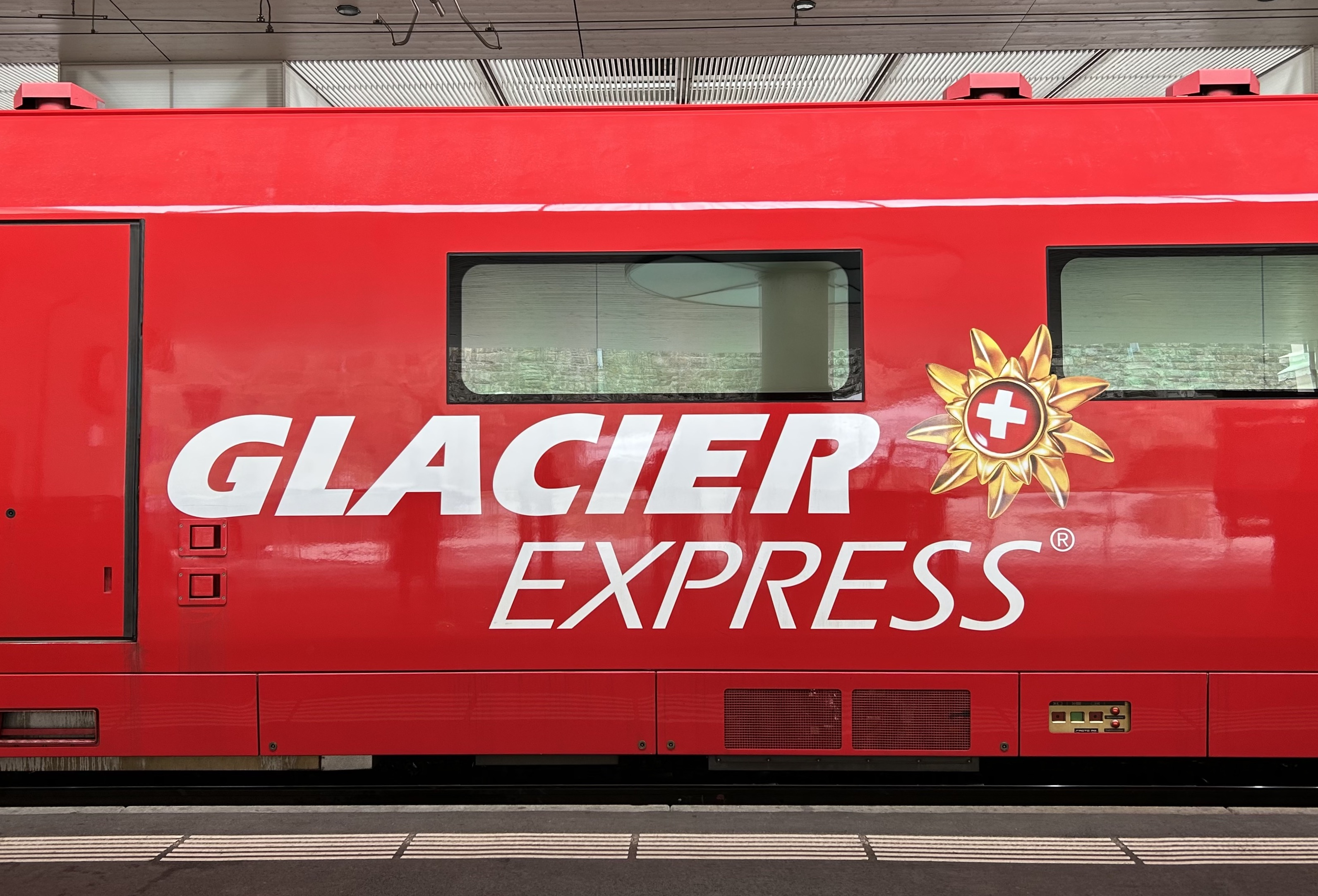
Beschriftung

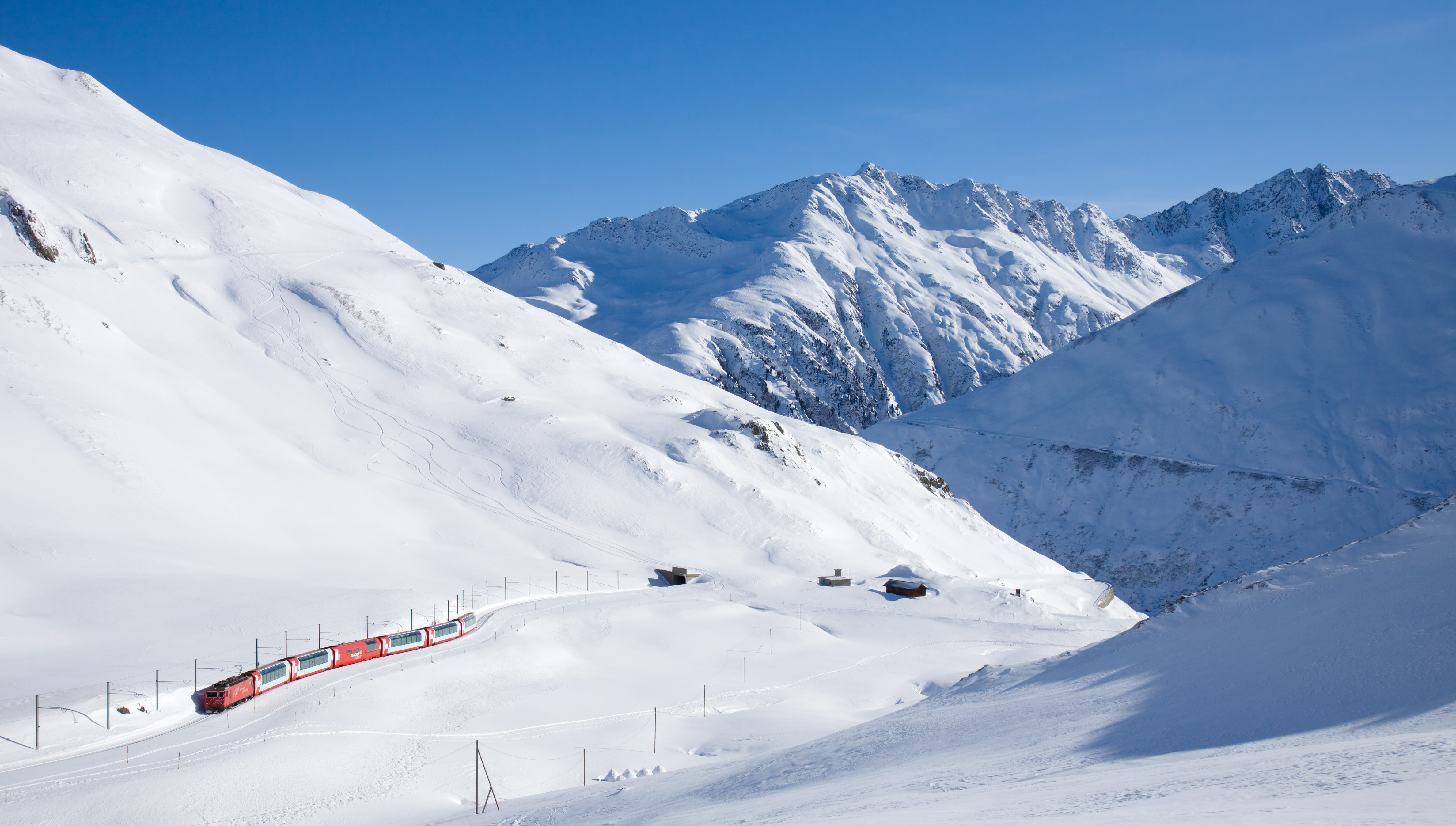
Kurz vor der Oberalp-Passhöhe

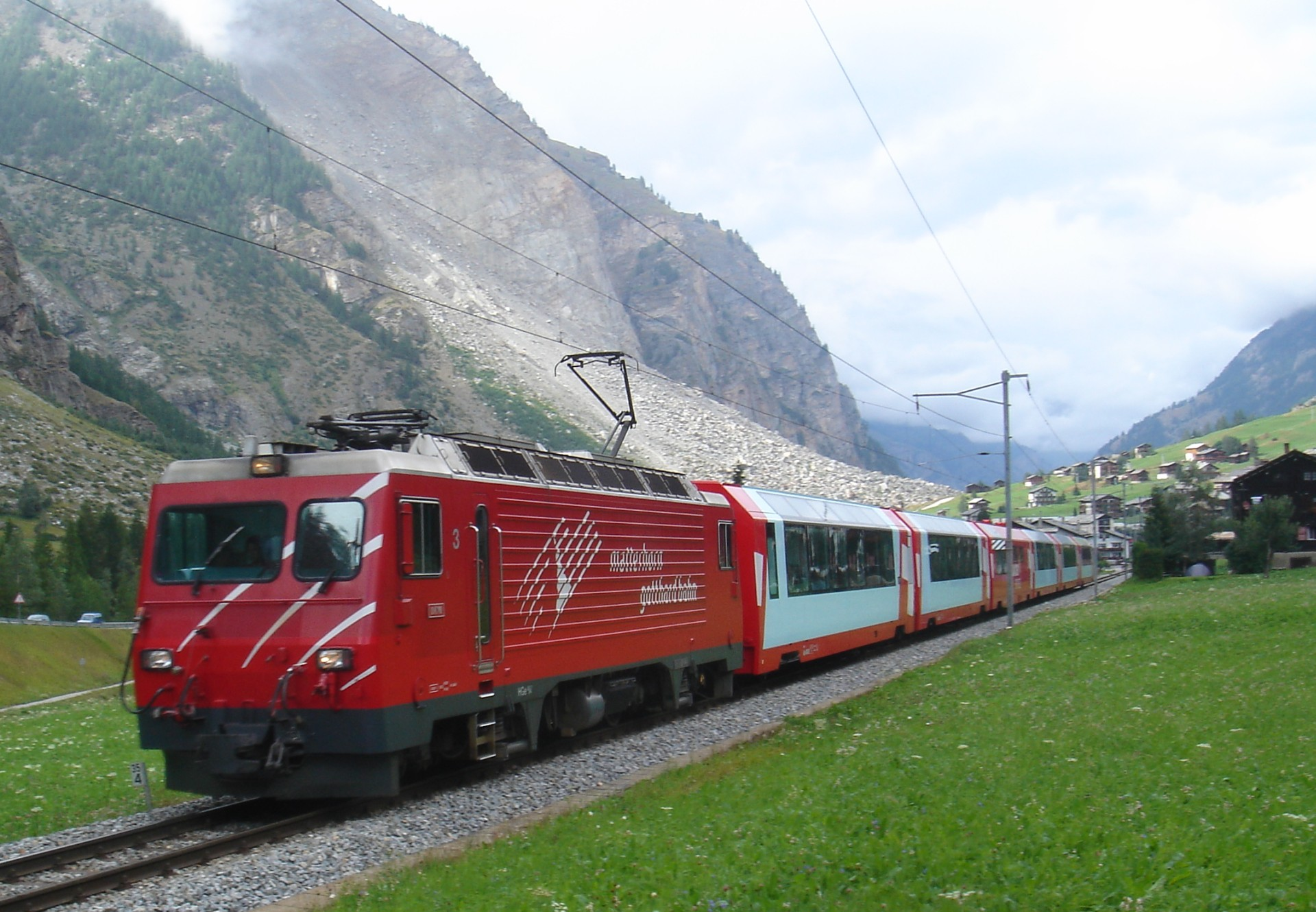
Glacier Express vor dem Bergsturzgebiet von Randa

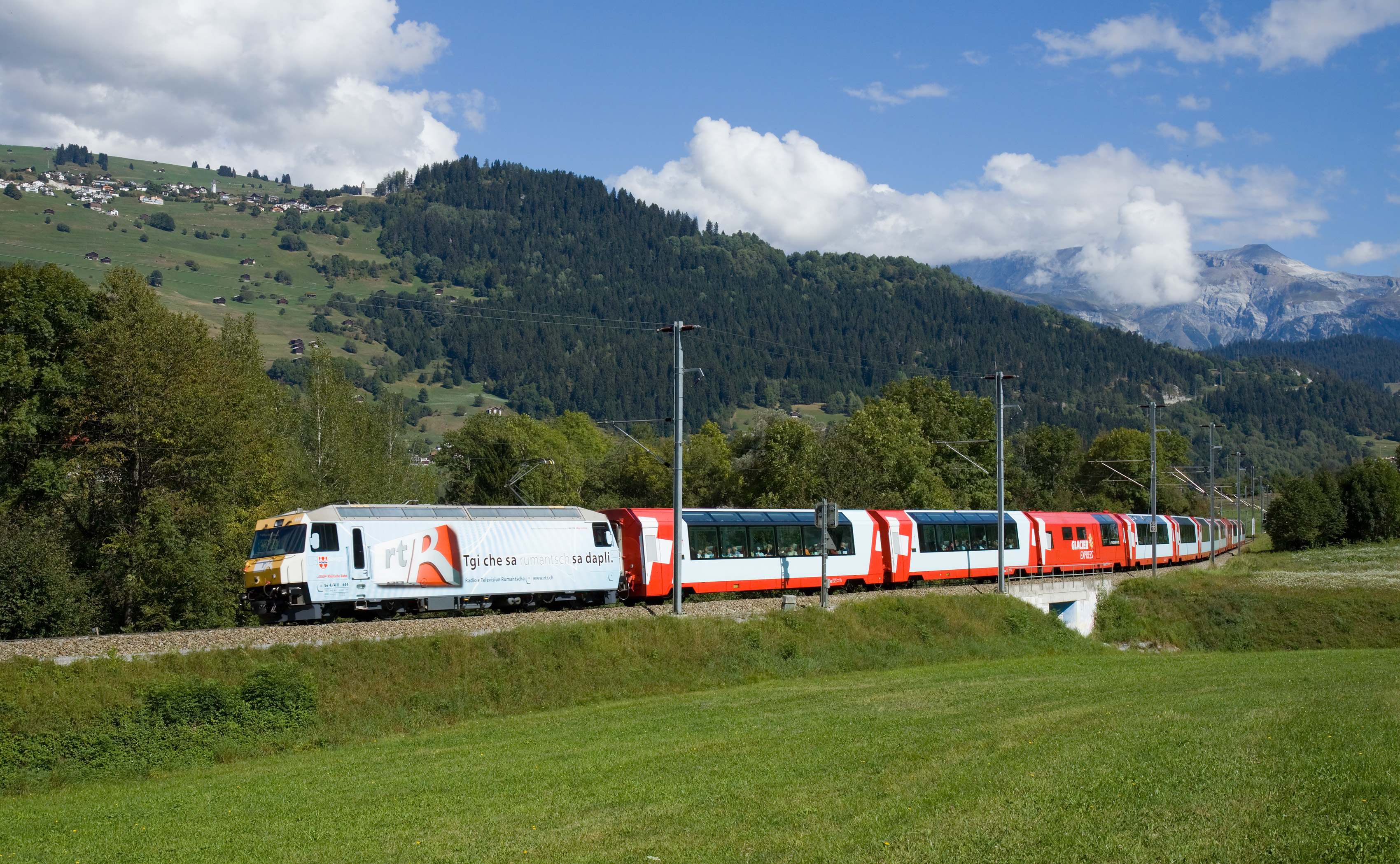
Auf dem RhB-Netz wurden im Sommer zwei Kompositionen vereint geführt.

Der Glacier Express ist ein auf den Tourismus ausgerichtetes Zugangebot der Rhätischen Bahn (RhB) und der Matterhorn-Gotthard-Bahn (MGB) in der Schweiz, seine offizielle Zugkategorie lautet Panorama Express (PE). Der Schmalspurzug verbindet, ursprünglich als Schnellzug, seit 1930 den Engadiner Ort St. Moritz über Chur, Disentis/Mustér, Andermatt, Brig und Visp mit Zermatt auf durchgehend meterspuriger Strecke. Dabei durchquert er die Kantone Graubünden, Uri und Wallis. Einzelne Zugläufe beginnen oder enden in Chur oder Brig. Seit 2006 verkehrt im Sommer zusätzlich ein Zugpaar zwischen Zermatt und Davos Platz, nachdem in den Jahren zuvor Kurswagen via Landquart nach Davos geführt worden waren.
Der Glacier Express wird oft als der «langsamste Schnellzug der Welt» bezeichnet. In ungefähr acht Stunden fährt der Zug über 291 Brücken, durch 91 Tunnel und über den 2033 m hohen Oberalppass nahe der Quelle des Rheins. Weiter rheinabwärts wird die Rheinschlucht durchquert. Zwischen Thusis und St. Moritz befährt der Zug, wie auch der Bernina-Express, die Albulabahn (ein UNESCO-Welterbe), die den Albulapass in einem Scheiteltunnel unterfährt. Der Furkapass wurde bis 1981 ebenfalls in einem Scheiteltunnel unterquert; die Passstrecke war aber nur im Sommer befahrbar. Seit der Eröffnung des Furka-Basistunnels im Jahr 1982 ist ein ganzjähriger Betrieb möglich.
Im Dezember 2012 wurde das von den beteiligten Gesellschaften schon länger verwendete Kürzel GEX als Zugkategorie im offiziellen Kursbuch der Schweiz definiert. Allerdings werden seit Dezember 2019 alle Schweizer Panoramazüge, so auch der Glacier Express, als Panorama Express bezeichnet.

## Geschichte
Am 25. Juni 1930 um 7.30 Uhr startete der erste Glacier Express in Zermatt, führte 70 geladene Gäste mit und erreichte St. Moritz nach knapp elf Stunden. Züge, die heute diese Strecke durch Zwischenaufenthalte, An- und Abkuppeln von Zugteilen usw. in ähnlich langer Zeit zurücklegen, werden oft als «Original»-Glacier-Express bezeichnet. Die Einführung des Zuges war ermöglicht worden durch die am 6. Juni 1930 erfolgte Eröffnung der Verbindungsstrecke Visp–Brig, die eine durchgehende Reise St. Moritz–Zermatt erst möglich machte. Vier Jahre zuvor (am 4. Juli 1926) war die Strecke über Furka- und Oberalppass eröffnet worden.
Die drei Gesellschaften Rhätische Bahn, Furka-Oberalp-Bahn (FO) und Visp-Zermatt-Bahn (VZ) wollten mit dem Glacier Express an die Tradition der Luxuszüge anknüpfen, deren Entwicklung durch den Ersten Weltkrieg unterbrochen worden war. Der von der RhB für die Jungfernfahrt eingesetzte Salonwagen 61 (heute 1161) war für den täglichen Betrieb über die Zahnstangenrampen aber zu schwer. Stattdessen stellten VZ und FO ihre nur 14 t schweren AB4ü. Die Züge führten aber von Beginn an immer auch Wagen der dritten bzw. ab 1956 der zweiten Wagenklasse. Ab 1931 wurden soweit möglich (umgebaute) Wagen mit geschlossenen Plattformen und Faltenbälgen eingesetzt. Die von Mitropa 1929 und 1930 in Betrieb gesetzten Speisewagen konnten nur auf dem Abschnitt der RhB, das heisst bis und ab Disentis/Mustér, eingesetzt werden. Denn bis 1942 verkehrte die FO noch im Dampfbetrieb, RhB und VZ aber bereits elektrisch. Triebfahrzeuge waren in den 1930er-Jahren die Krokodile der RhB, die Dampfloks der FO und die «kleinen Krokodile» der VZ. In den Kriegsjahren ab 1943 und bis 1946 musste der Glacier Express eingestellt werden, da die ausländischen Touristen ausblieben. Mit der Wiederaufnahme des Betriebs 1947 konnte durchgehend elektrisch gefahren werden, und der Speisewagen konnte bis Oberalpsee bzw. Andermatt durchlaufen, wo er auf den Gegenzug umgestellt wurde. Ab 1961 wurden Leichtstahl- und Leichtmetallwagen eingesetzt, ab 1968 verkehrte der Zug, abgesehen vom Speisewagen, vollständig mit solchen Wagen. Die Beliebtheit des Glacier Express führte dazu, dass in den 1970er-Jahren Doppelführungen immer häufiger wurden.
Bis 1981 fuhr der Glacier Express durch den Furka-Scheiteltunnel auf 2162 m ü. M. Die Bergstrecke von Oberwald nach Realp konnte aber nur während etwa vier Sommermonaten befahren werden, in der übrigen Zeit ruhte witterungsbedingt der Bahnverkehr. Diese Strecke gab jedoch dem Zug den Namen, da man hier vom Zug aus den Rhonegletscher (französisch: Gletscher = glacier) sah.
1982 wurde mit der Eröffnung des Furka-Basistunnels der Ganzjahresbetrieb möglich, der Blick auf den Rhonegletscher ist den Fahrgästen aber seither nicht mehr möglich. Die alte Bergstrecke ist heute im Besitz der Dampfbahn Furka-Bergstrecke, die sie etappenweise wieder in Betrieb nahm und am 12. August 2010 nach einer 28-jährigen Pause erstmals wieder durchgehend befuhr. Es kommen ausschliesslich historische Lokomotiven und Wagen zum Einsatz.
Bis 1981 bestand der Glacier Express aus Kurswagen St. Moritz–Zermatt und Chur–Zermatt und zurück, die lediglich im Bereich der FO als eigener Zug geführt wurden. Ab 1982 erlebte der Express einen massiven Zuwachs an Fahrgästen; es wurden mehr Züge bzw. Kurswagen geführt. 1993 kam erstmals eine vollständig aus Panoramawagen gebildete Komposition zum Einsatz. Dieser Zug führte nur die erste Wagenklasse.
Nach der Beschaffung weiterer Panoramawagen konnten ab 2006 mehrere Zugeinheiten mit Panoramawagen in der ersten und zweiten Klasse angeboten werden. Das Mittagessen wird in den neuen Wagen an den Sitzplatz serviert. In den neueren Wagen werden die Fahrgäste über Kopfhörer in sechs verschiedenen Sprachen (deutsch, englisch, französisch, japanisch, chinesisch und italienisch) über interessante Streckendetails informiert.
Am 23. Juli 2010 ereignete sich infolge zu hoher Geschwindigkeit zwischen den Stationen Lax und Fiesch Feriendorf ein Unfall, bei dem drei Wagen des Glacier Express entgleisten; zwei der Wagen kippten um. Dabei starb eine Reisende, 42 Personen wurden verletzt, davon zwölf schwer.
Zum Sommer 2008 wurde das Betriebskonzept noch einmal leicht angepasst. Züge oder Wagengruppen nur ab/bis Chur gab es nicht mehr. Am Morgen verliess ein Zug mit elf Panoramawagen und einem Speisewagen St. Moritz. In Disentis/Mustér wurde der Zug geteilt, und je sechs Wagen fuhren je als eigener Zug weiter nach Zermatt. Weitere sechs Panoramawagen folgten ab St. Moritz mit dem normalen Schnellzug nach Chur. Dort wurden sie mit den vier Panoramawagen und gegebenenfalls weiteren konventionellen Wagen für Gruppenreisende gekuppelt, die als eigener Zug von Davos Platz via Filisur nach Chur gekommen waren. Auch dieser Zug wurde in Disentis/Mustér geteilt und fuhr als zwei Züge bis Zermatt. Bei Bedarf verkehrte eine Wagengruppe, allenfalls mit Speisewagen, als Kurswagen in Fahrplanzügen von St. Moritz nach Disentis/Mustér, von wo sie als fünfter Zug nach Zermatt geführt wurde. In der Gegenrichtung funktionierte das Ganze grundsätzlich gleich, aber sinngemäss umgekehrt. Das volle Angebot wurde von Mitte Juni bis Ende September gefahren. Alle 42 Panoramawagen waren dann im Einsatz, eine Reserve war nicht verfügbar. Nur die St. Moritzer Züge verkehrten von Mitte Mai bis Mitte Oktober. Vom Fahrplanwechsel im Dezember bis Mitte Mai galt das Winterkonzept mit nur einem Zug je Richtung.
Seit 2009 verkehren im Winter zwei Zugpaare. Mit dem auf 50 Panoramawagen erhöhten Bestand können im Sommer drei Zugpaare zwischen Zermatt und St. Moritz mit Verpflegung am Platz offeriert werden; ein viertes Zugpaar zwischen Zermatt und Davos Platz führt (erstmals durchgehend bis Zermatt) einen klassischen Speisewagen mit. Die Betriebsabwicklung ist fast gleich geblieben wie 2008. Die Grundeinheit des Glacier Express besteht aus sechs Wagen:
- einem Erstklass-Panoramawagen mit rollstuhlgängiger Toilette (Api)
- einem Erstklass-Panoramawagen (Ap)
- einem Küche/Bar-Panoramawagen (WRp) oder einem klassischen Speisewagen (WR)
- drei Zweitklass-Panoramawagen (Bp)

Der Unterschied zwischen erster und zweiter Klasse besteht in der Anzahl Sitze pro Reihe. In der zweiten Klasse gibt es je zwei Sitzplätze (2+2), während sich in der ersten Klasse zwei Sitze sowie ein Einzelsitz in einer Reihe befinden (2+1). Die Grundeinheit bildet auf dem Streckennetz der Matterhorn-Gotthard-Bahn einen Zug, der von einer HGe 4/4 gezogen wird. Auf dem Streckennetz der Rhätischen Bahn verkehren je zwei Grundeinheiten gekuppelt in einem Zug, oder die Grundeinheit wird einem Taktzug mitgegeben. Nur die Davoser Züge verkehrten bis/ab Chur allein mit einer Grundeinheit.
Das heisst, es verliessen nacheinander zwischen 9:00 Uhr und 10:13 vier Züge (902, 904, 906, 908) Zermatt. In Disentis/Mustér wurden die Züge 902 und 904 sowie 906 und 908 zusammengekuppelt. In Chur wurden 902 und 904 wieder getrennt; 904 wurde dem RegioExpress RE 1149 angehängt und fuhr mit diesem nach St. Moritz (Ankunft 16:58). 902 fuhr kurz danach ab nach Davos Platz (Ankunft 16:48). Die Züge 906 und 908 fuhren zusammengekuppelt via Chur bis St. Moritz (Ankunft 17:42). In der Gegenrichtung war der Ablauf genau umgekehrt. Die Züge 905 und 907 fuhren zusammengekuppelt ab St. Moritz bis Disentis/Mustér, 909 mit RE 1132 bis Chur und mit Zug 911 bis Disentis/Mustér. Die vier Züge kamen zwischen 16:52 und 18:31 in Zermatt an. Das Zugspaar 904/909 verkehrte nur von Juni bis September, das Davoser Zugspaar 902/911 von Mitte Mai bis Ende September, die anderen beiden Zugspaare von Mitte Mai bis Ende Oktober.
Ab Sommer 2012 wurden die Fahrzeiten leicht geändert. Die Abfahrt in Zermatt war auf 8:52 bis 9:59 angesetzt, die Ankunft in St. Moritz um 16:58 und 18:10. Abfahrt in St. Moritz war 09:15 und 10:02, die Ankunft in Zermatt zwischen 17:00 und 18:32.
Trotz der zeitweise hohen Nachfrage liessen sich die vier Zugspaare nicht ausreichend auslasten. Deshalb verkehrte der Davoser Zug 2013 zum letzten Mal. Seit 2014 verkehren in beide Richtungen drei Züge im Stundenabstand, zwischen Chur und St. Moritz immer als Kurswagengruppe in einem RE. Damit wurden einige der Breda-Wagen überzählig. Von den RhB-Speisewagen behielt der moderne WR 3815 das Bremszahnrad; er dient als Reserve, wenn einer der sechs Servicewagen ausfällt.

## Heutiger Betrieb
Auf die Saison 2018 hin wurde das Betriebskonzept wieder wesentlich umgestaltet, einige Anpassungen wurden erst 2019 wirksam. Es gibt nun neben Sechswagenzügen auch Fünfwagenzüge, und die separate Führung des Zuges über die gesamte Strecke wird zum Regelfall. Es werden frühere und spätere Verbindungen angeboten, um auch Fahrten ab Chur, Andermatt und Brig zu ermöglichen. Einzelne Kompositionen machen neu eine Hin- und Rückfahrt am gleichen Tag.

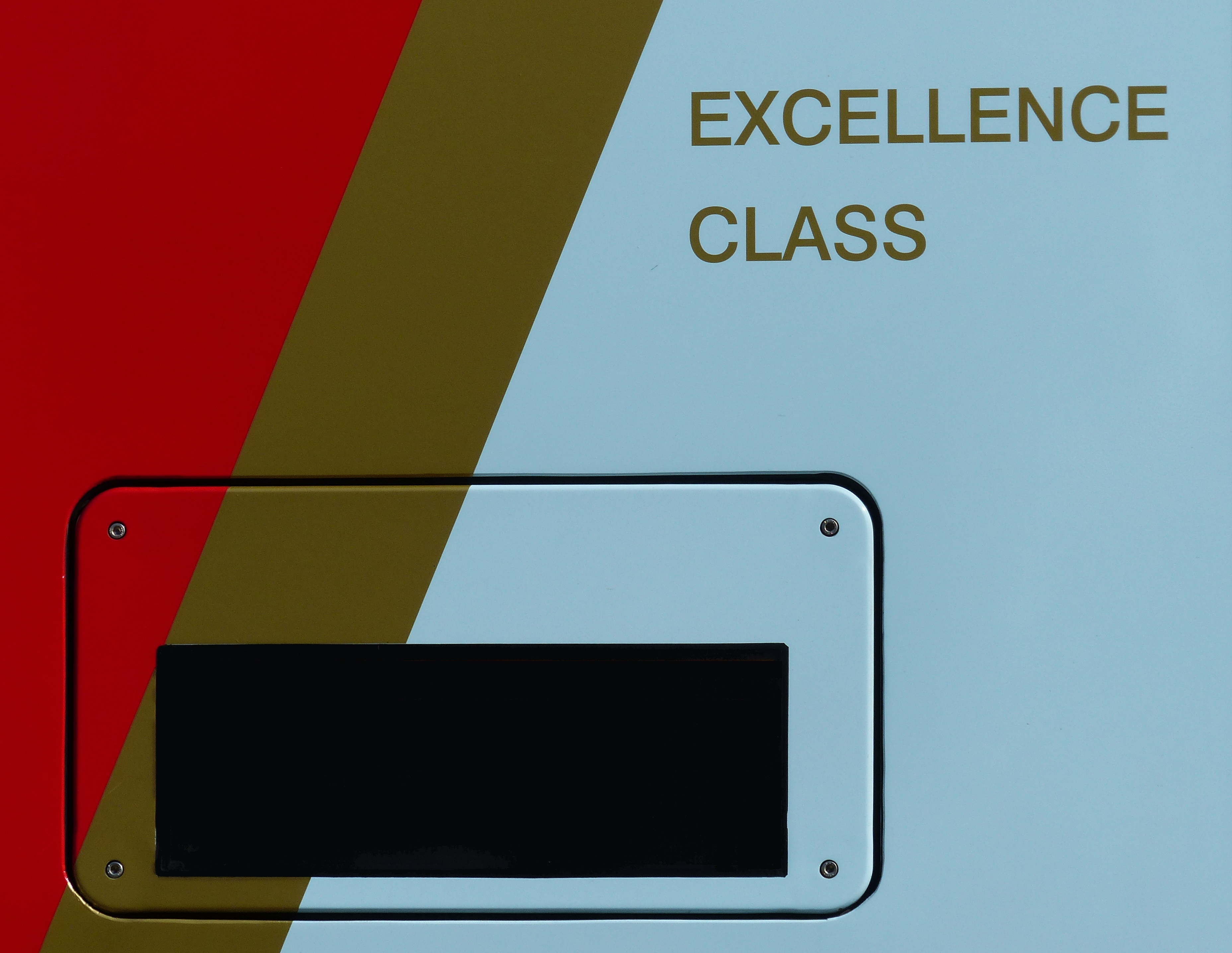
Excellence Class

Ab 2019 wurde von März bis Oktober im Zugpaar 902/903 zwischen Zermatt und St. Moritz ein Wagen der Excellence Class mitgeführt. Dafür wurden die Wagen Bp 2538 (RhB) und 4068 (MGB) umgebaut und neu als Aps 1321 und 4046 bezeichnet. Es wurden 20 neue Sitze an Zweiertischen sowie eine Bar eingebaut. Am Ende mit Bar entfiel der Faltenbalgübergang, da der Wagen stets an einem Ende der Garnitur gereiht ist. Im Aufpreis von 420 Franken zum Billet 1. Klasse sind ein Menü und weitere gastronomische Leistungen eingeschlossen. Von aussen sind die Wagen an zusätzlichen goldenen Schrägstreifen zu erkennen.

## Strecke
Der Glacier Express quert zwei grosse Wasserscheiden Europas zwischen den Einzugsbereichen des westlichen Mittelmeers (Rhone), Atlantiks (Rhein) und des Schwarzen Meers (Donau), und endet unweit der von der Berninabahn gequerten Wasserscheide zur Adria. Die gesamte Fahrt von St. Moritz bis Zermatt dauert 8 Stunden.
Er überwindet vier grosse An- und Abstiege zwischen alpinen Regionen und dem Rhein- bzw. Rhonetal, die Höhen der befahrenen Orte betragen in Zermatt 1604 m ü. M., in Visp 658 m ü. M., im Furka-Basistunnel 1564 m ü. M. (alter Furka-Scheiteltunnel 2160 m ü. M.), in Andermatt 1447 m ü. M., am Oberalppass 2033 m ü. M., in Chur 585 m ü. M., im Albulatunnel 1820 m ü. M., in Samedan 1721 m ü. M. und in St. Moritz 1775 m ü. M.